# Censo paraguayo de 1870
El Censo paraguayo de 1870 fue realizado por decreto del 29 de septiembre de 1870 bajo el gobierno provisional. Las documentaciones del censo fueron halladas en los archivos del Ministerio de Defensa Nacional por el historiador y Mayor de las FF.AA. Hugo Mendoza. Los estudios realizados acerca de este censo en 1999 por el historiador estadounidense Thomas L. Whigham y su colega alemana Barbara Potthast, revelan las consecuencias destructivas de la Guerra de la Triple Alianza sobre la demografía paraguaya. 
Los resultados de este censo arrojan una población de 116.351 habitantes, de las cuales 29% son hombres y 71% mujeres. Sin embargo, Whigham explica que este dato no es del todo exacto. Basándose en censos y estimaciones previas a la guerra, el historiador reajusta esta cifra entre 150 y 160 mil habitantes.